# بسوكسا
بسوكسا (بالكورية: 부석사) هو معبد بوذي يقع بالقرب من جبل بونغهوانغ في بسوك ميون في يونغجو في مقاطعة غيونغسانغ الشمالية. أُسس المعبد على يد الراهب ويسانغ في سنة 676 في السنة السادسة عشر من حكم الملك منمو ملك شلا. يُعرف المعبد أيضاً باسم «معبد الصخور العائمة».
مدرسة هوايان كانت بهذا المعبد وكانوا يدرسون محاضرات ويسانغ والذي حصل على لقب عالم بسوك المحترم ولتُعرف المدرسة أيضا باسم مدرسة بسوك. يضم المعبد في أراضيه قاعة مريانغسجون وهي ثاني أقدم المباني الخشبية في كوريا، والتي أعيد بناؤها في سنة 1376. في سنة 1372 أُنشئت العديد من المرفقات على يد الراهب الأكبر وونونغ في عهد الملك غونغمن ملك غوريو. القليل من المباني التي أُنشئت في عهد غوريو (القرن التاسع إلى أواخر القرن الرابع عشر) ما تزال موجودة ومنها قاعة مريانغسجون والتي ترتفع عن بقية المعبد حيث يقبل تمثال أميتابها.

## الأهمية الثقافية
كأحد أقدم المباني في كوريا، يضم المعبد 5 كنوز وطنية و8 كنوز وكنزان محليان.
- قائمة الكنوز الوطنية في كوريا الجنوبية:
  - فانوس مريانغسجون الحجري.
  - قاعة مريانغسجون.
  - ضريح جوسادانغ.
  - تمثال أميتابها الجالس.
  - جدارية ضريح جوسادانغ.

## معرض الصور

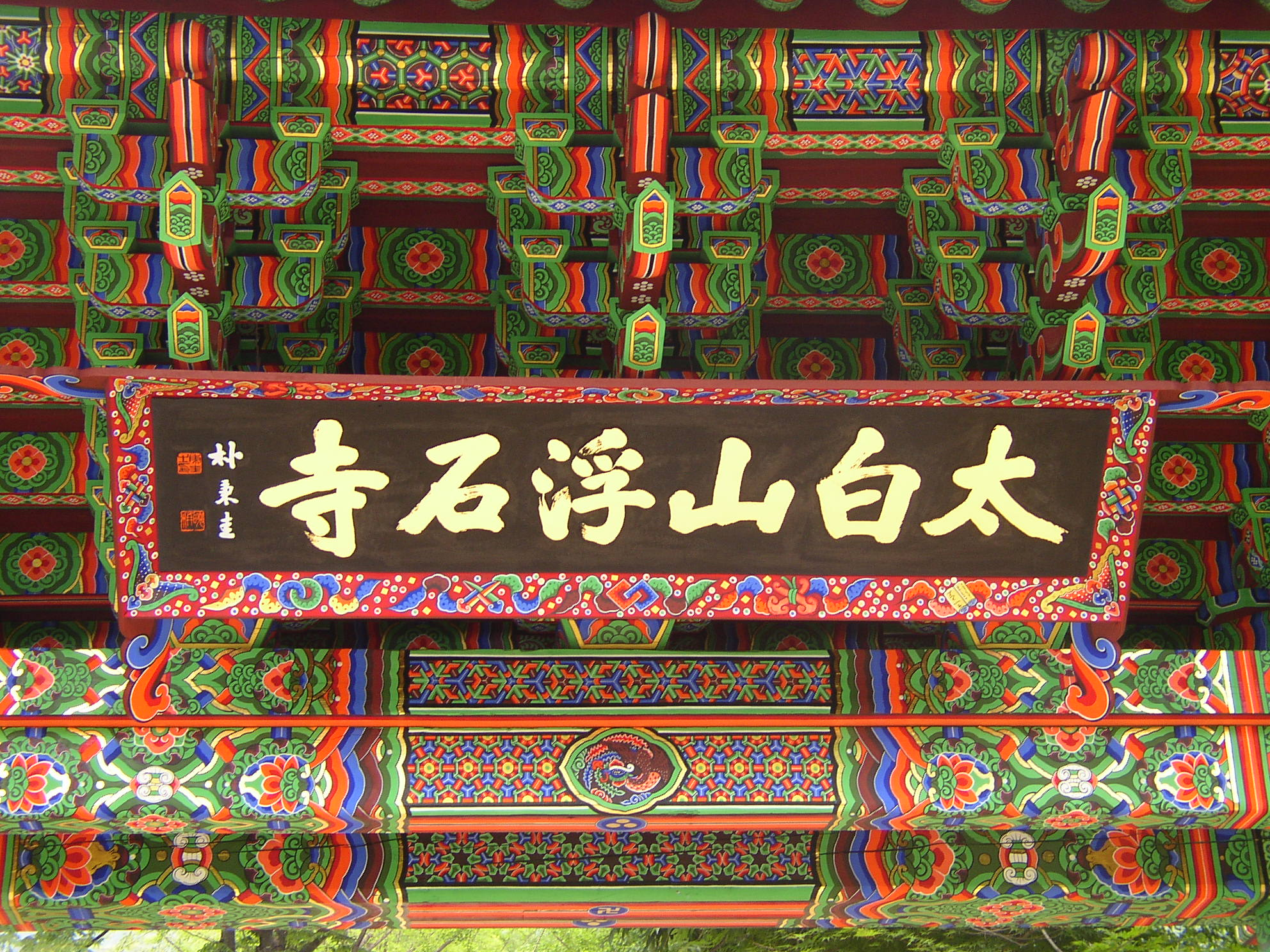
اللافتة الأمامية لبوابة إلجو
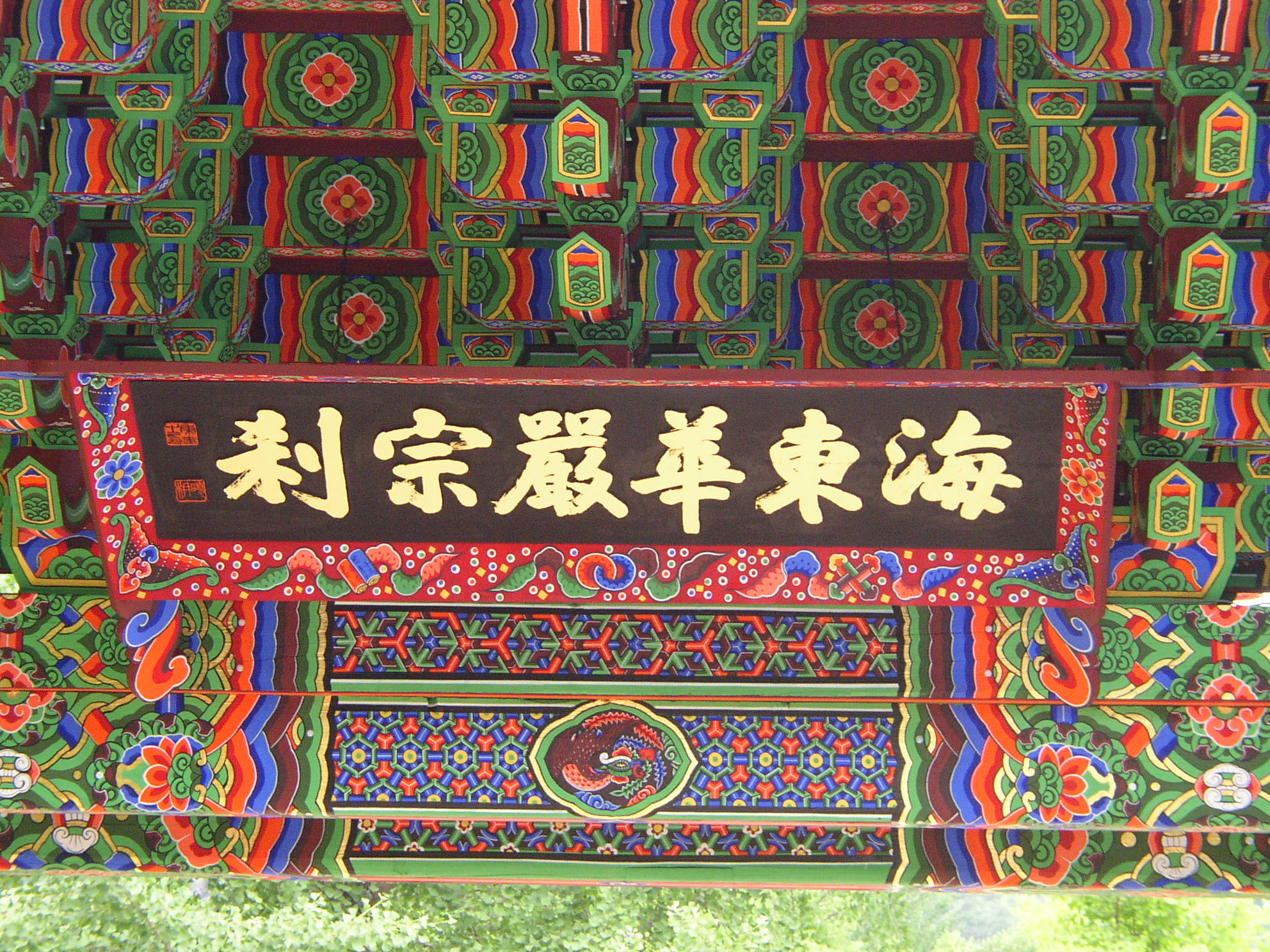
اللافتة الخلفية لبوابة إلجو
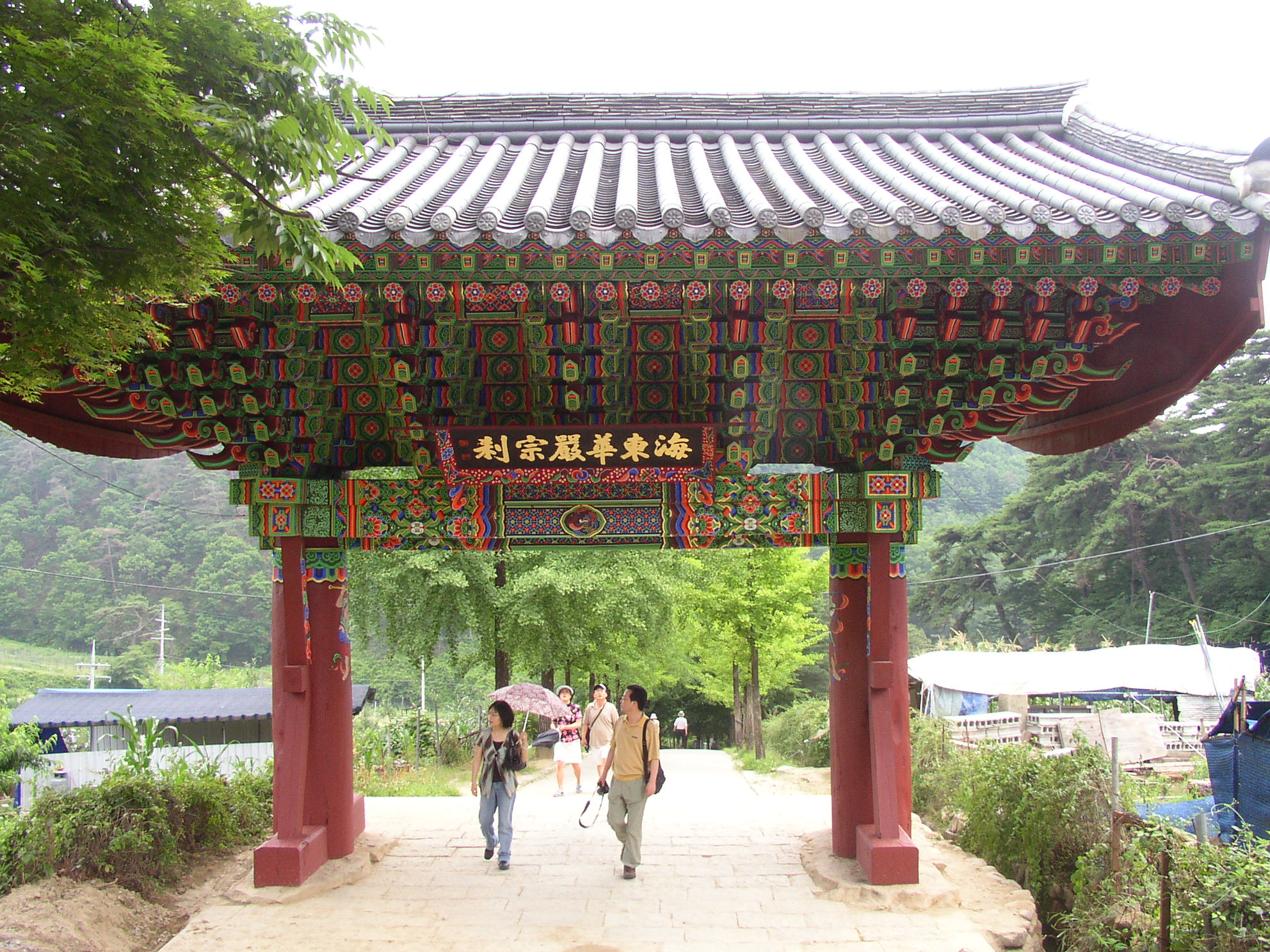
اللافتة الخلفية
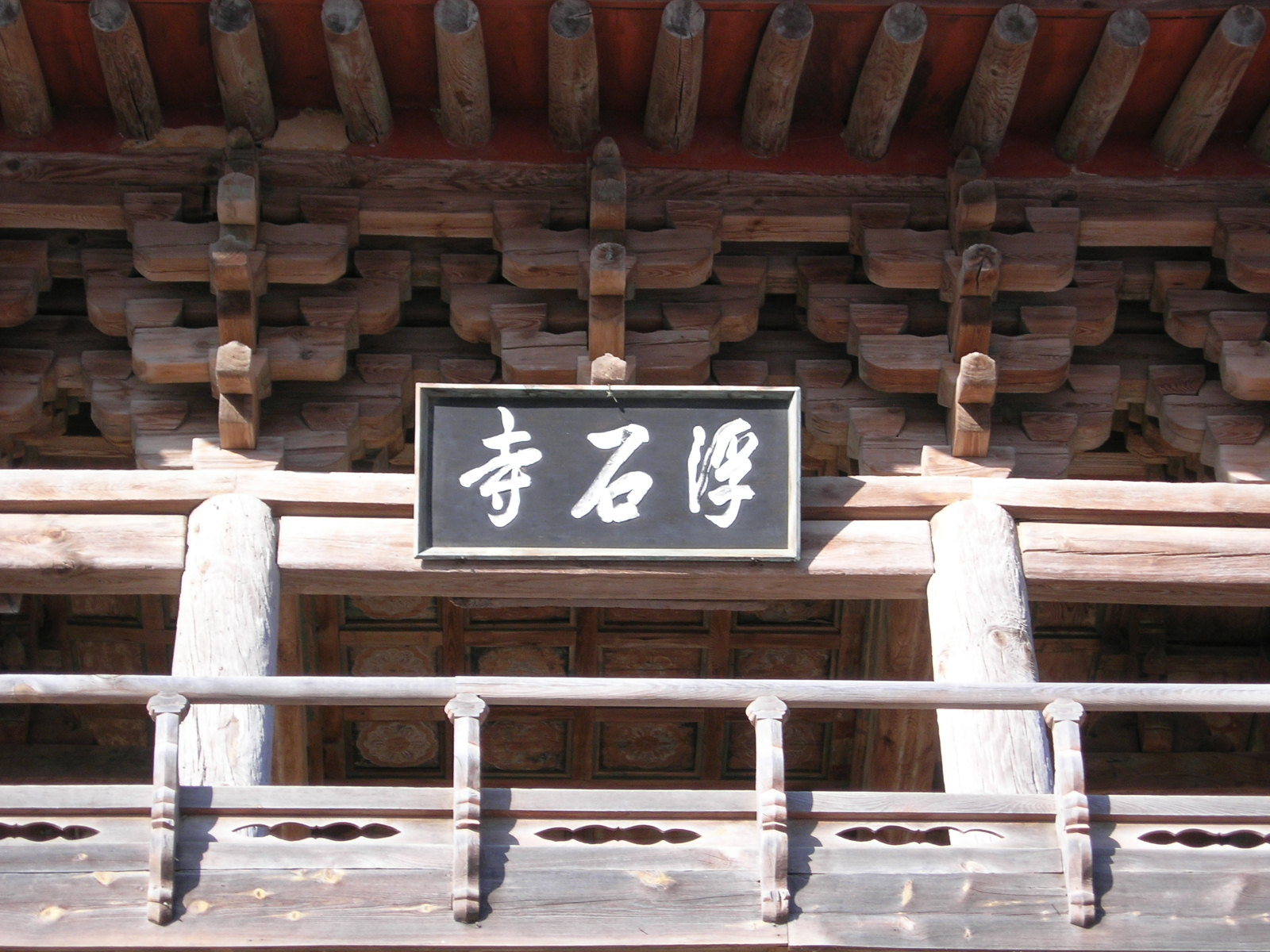
اللافتة الحالية للمعبد من كتابة إي سنغ مان الرئيس الأول لكوريا
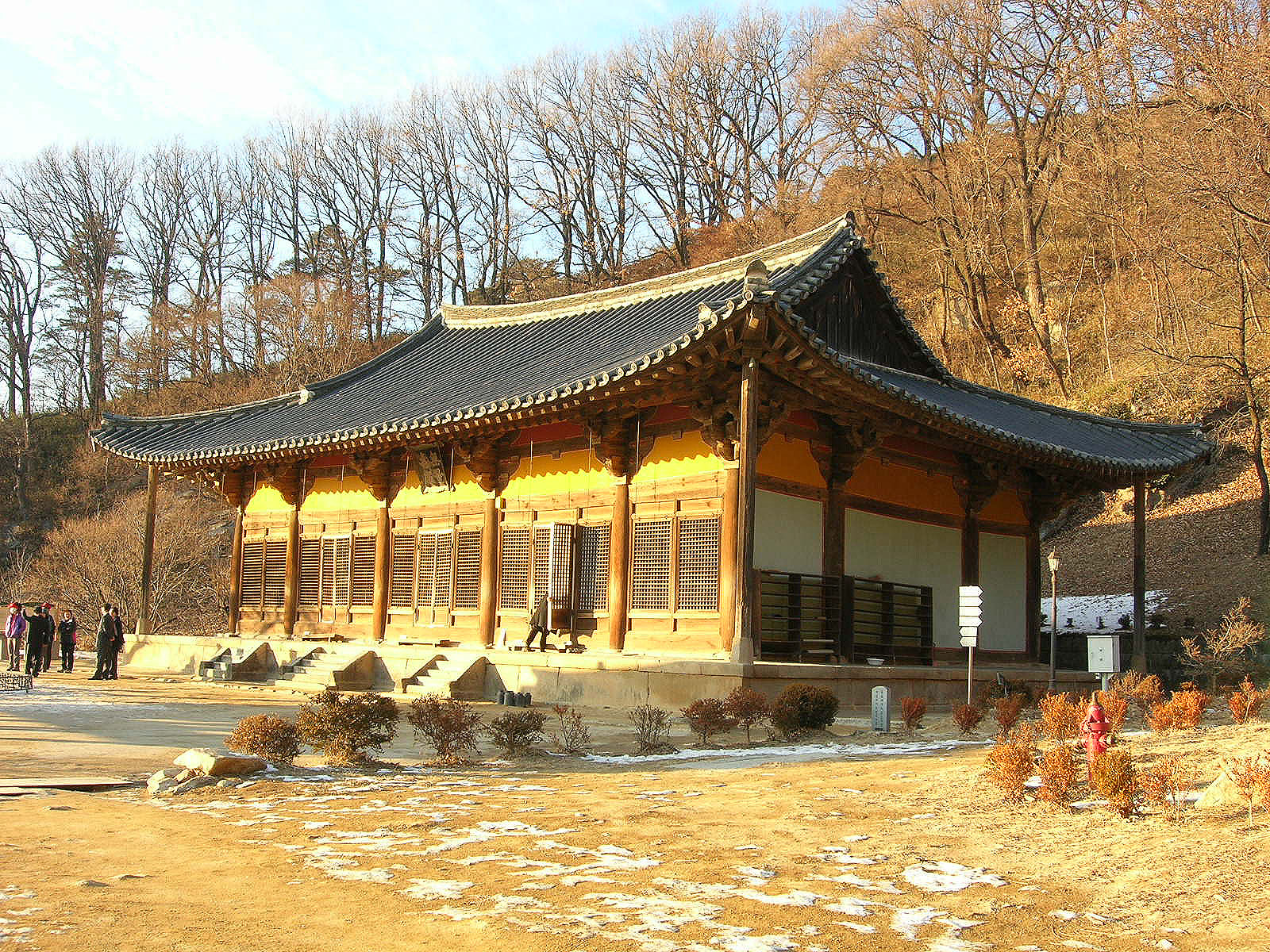
مريانغسوجون
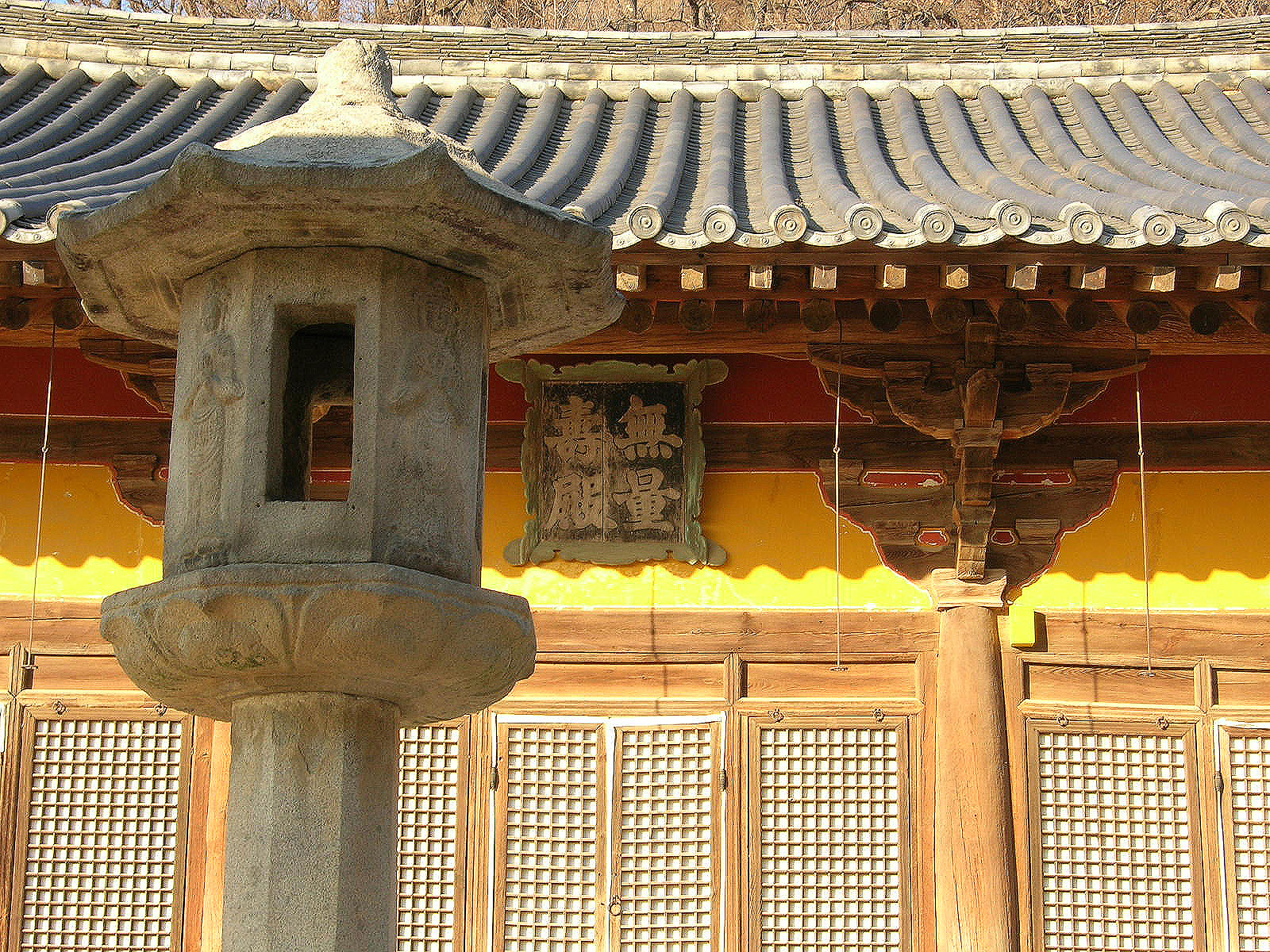

- معرض الصور من الموقع الرسمي للمعبد.

## روابط خارجية
- الموقع الرسمي نسخة محفوظة 4 يناير 2018 على موقع واي باك مشين..